# Divergente 2
Cet article concerne le roman de Veronica Roth. Pour le film, voir Divergente 2 : L'Insurrection.
Pour les articles homonymes, voir Divergent.
Divergente 2 (titre original : Insurgent), ou Insurgés au Québec, est un roman américain de Veronica Roth, paru en 2012. C'est le second tome de la trilogie Divergente, débutée avec le roman Divergente.
En France, il est édité par Nathan en octobre 2012, puis réédité en mars 2014 sous le titre Divergente 2 - Différente, déterminée, dangereuse puis à nouveau en février 2015 sous le titre Divergente 2 : L'Insurrection à la suite de son adaptation cinématographique.

## Résumé
Le récit est composé de 47 chapitres de tailles inégales.
Après les événements (Divergente 1), Quatre, Tris, Marcus et Peter arrivent chez les Fraternels qui leur donnent asile. Après une attaque en traître des Audacieux et des Érudits, le groupe se disperse. 
Quatre et Tris trouvent alors refuge chez les sans faction. Tobias (Quatre) y retrouve sa mère qui n'était pas morte, mais il lui en veut de l'avoir laissé seul avec son père qui le battait. Caleb (frère de Tris) et Susan (altruiste résistante) restent là-bas, mais Tris et Quatre, eux, vont chez les Sincères. 
Une fois arrivés là-bas, ils sont arrêtés pour trahison. Ils sont donc contraints d'être interrogés en public sous le sérum de vérité. Quatre avoue qui il est réellement et que son père l'a battu. Quant à Tris, elle avoue qu'elle a tué Will. Une fois l'interrogatoire fini, ils sont graciés… 
Puis le clan des Sincères et des Audacieux sont attaqués par les Érudits et les autres Audacieux… Tris se livre ensuite aux Erudits pour que " plus personne ne meure par sa faute" ....